# Whale Island (Alaska)
Whale Island ist eine Insel des Kodiak-Archipels in Alaska in den Vereinigten Staaten. Sie liegt zwischen Kodiak Island und Afognak Island. Die Meeresstraße zwischen Kodiak Island und Whale Island nennt man Whale Passage und die zwischen Afognak Island und Whale Island heißt Afognak Strait. Westlich der Insel liegt Raspberry Island und östlich Spruce Island. Die Insel ist 39,24 km² groß und unbewohnt. Die Russen nannten die Insel zu russisch-amerikanischen Zeiten auch Os(trov) Govorushechiy ili Kitoy, was so viel wie Rotfußmöweninsel heißt.